# 하희라
하희라(夏希羅, 1969년 12월 8일~)는 대한민국의 배우, 가수이다. 본관은 달성 하씨.
1969년 서울특별시 성북구 석관동에서 대만계 화교 아버지, 한국인 어머니 사이에서 3녀 중 둘째딸로 태어났다. 1978년 KBS 어린이 합창단으로 활동하였으며, 1984년 KBS 청소년 드라마 《'고교생 일기'》를 통하여 KBS 특채 연기자 데뷔하였다. 1988년에는 뮤지컬 배우 데뷔하였다. 1993년 11월 21일에 동료 배우 최수종과 결혼하였으며, 대한민국으로 국적을 바꿨다. 어렸을 때는 중국어를 조금 할 줄 알았으나 화교학교 진학을 안하고 한국인 정체성으로 살아오면서 현재는 거의 잊어버렸다. 1998년에 종영된 KBS 1TV 《정 때문에》 이후 한동안 출산, 육아 준비로 인해 안방극장에서 사라졌다. 2002년 KBS 1TV 《당신 옆이 좋아》로 안방극장 5년 만에 복귀를 했다.

## 학력
- 서울석관국민학교(졸업)
- 종암여자중학교(졸업)
- 석관여자고등학교(졸업)
- 동국대학교 교육학과(졸업)
- 연세대학교 대학원 사회복지학과(졸업)

## 출연작

### 드라마
- 2020년 《청춘기록》 (tvN) - 한애숙 역
- 2018년 《차달래 부인의 사랑》 (KBS2) - 차진옥 역
- 2015년 《최고의 연인》 (MBC) - 나보배 역
- 2015년 《여자를 울려》 (MBC) - 나은수 역
- 2013년 《잘났어, 정말!》 (MBC) - 민지수·민지원 역
- 2012년 《바보엄마》 (SBS) - 김선영 역
- 2010년 《프레지던트》 (KBS) - 조소희 역
- 2010년 《나는 별일 없이 산다》 (MBC) - 황세리 역
- 2009년 《밥 줘》 (MBC) - 조영란 역
- 2007년 《강남엄마 따라잡기》 (SBS) - 현민주 역
- 2006년 《있을 때 잘해!!》 (MBC) - 오순애 역
- 2005년 《사랑한다 웬수야》 (SBS) - 명해강 역
《내 사랑 토람이》 (SBS 특집극) - 전숙연 역
- 2002년 《당신 옆이 좋아》 (KBS) - 한문희 역
- 1997년 《정 때문에》 (KBS) -  홍은표 역
《여자》 (SBS) - 서기남 역
 SBS 70분드라마 《30세》
- 1995년 《젊은이의 양지》 (KBS) - 임차희 역
《찬란한 여명》 (KBS) - 명성황후 역
- 1994년 《생의 한가운데》 (MBC 특집극)
- 1993년 《먼동》 (KBS) - 송보경 역
- 1991년 《억새 바람》 (MBC) - 미경 역
《사랑이 뭐길래》 (MBC) - 박지은 역
《장미정원》 (SBS) - 최영주 역
- 1991년 《까치 며느리》 (MBC) - 서봉화 역
- 1991년 《춘보뎐》(KBS)
- 1990년 《아직은 마흔아홉》 (MBC) - 서민재 역
- 1990년 《여자는 무엇으로 사는가》 (MBC) - 영채 역
- 1989년 《역사는 흐른다》 (KBS)
《당추동 사람들》 (KBS)
- 1988년 《심청전》 (KBS)
- 1988년 《하늘아 하늘아》 (KBS) - 혜경궁 홍씨 역
- 1987년 《큰형수》 (KBS)
- 1986년 《노다지》 (KBS) - 웃간네 역
- 1984년 《내 이름은 마야》 (KBS)
- 1984년 《고교생 일기》 (KBS)

### 방송
- 2021년 《살림하는 남자들》(KBS2)
- 2022년 《세컨 하우스》(KBS2)

### 영화
- 2019년 《1919 유관순》
- 2002년 《몽중인》
- 1992년 《백치 애인》
- 1991년 《별이 빛나는 밤에》 
《너에게로 또다시》
- 1990년 《홀로 서는 그날에》
《있잖아요 비밀이에요》
- 1989년 《발바리의 추억》
- 1988년 《캠퍼스 연애특강》
《풀잎사랑》
《미리 마리 우리 두리》
- 1987년 《얄숙이들의 개성시대》
《그대 원하면》
- 1986년 《말괄량이 대행진》

### 연극 / 뮤지컬
- 2024년 연극 《러브레터》... 멜리사 역
- 2022년 연극 《러브레터》... 멜리사 역
- 2008년 연극 《굿바이걸》... 폴라 맥파든 역
- 2004년 연극 《우리가 애인을 꿈꾸는 이유》
- 1998년 뮤지컬 《넌센스》
- 1994년 뮤지컬《마지막 춤은 나와 함께》

### 내레이션
- 2012년 《아름다운 사람들》
- 2012년 《나눔특집 연변어린이 설맞이 가족상봉 '엄마 아빠, 보고 싶어요'》

### 광고
- 1984년 롯데칠성음료 칠성사이다
- 1984년 롯데제과 롯데껌
- 1985년 롯데제과 가나크런치
- 1985년 롯데푸드 (빵빠레, 윙윙바)
- 1985년 농심 소면
- 1986년 서울식품공업 아놀드페스트리
- 1986년 롯데푸드 장조림햄
- 1986년 매일유업 피크닉
- 1986년 빙그레 치즈맛바
- 1986년 한국후지필름
- 1986년 농심 너구리
- 1986년 샘표식품 샘표간장
- 1987년 파란들
- 1987년 유한킴벌리 스카티
- 1987년 마이크로 오래쓰는 심 (with 이용식)
- 1989년 일양약품 생단액
- 1991년 라미화장품 (피칸테, 셈프레)
- 1992년 ~ 1996년 라이온코리아 (바르는비트, 비트, 로얄싱키, 쓰리예스컨트롤샴푸 등)
- 1992년 해태제과식품 티라미스케익
- 1993년 롯데칠성음료 델몬트프리미엄주스
- 1992년 아모레퍼시픽 빨래박사
- 1994년 LX하우시스 초이스
- 1994년 동원F&B (센스마요네즈, 동원참치 ,동원선물세트 등)
- 1994년 바로크가구
- 1995년 대동건설 대동황토방아파트 (with 최수종)
- 1995년 ~ 1997년 한국야쿠르트 야쿠르트에이스 (튼튼한 가족 튼튼한 유산균 편)
- 1996년 크린랲 (with 최수종)
- 1996년 광동제약 경옥고 드링크
- 1997년 롯데칠성음료 델몬트 콜드주스
- 1997년 동화약품 화이투벤에스 (with 최수종)
- 1997년 ~ 2002계성마트
- 1998년 서울신문사 (퀸, 뉴스피플) (with 최수종)
- 1999년 하림 치킨너겟
- 1999년 ~ 2002년 일동제약 아로나민골드 (with 최수종)
- 1999년 ~ 2003년 정식품 베지밀
- 1999년 경동나비엔 경동콘덴싱보일러
- 2001년 하림 치킨너겟
- 2002년 센추리에어컨 (with 신애라)
- 2002년 하림 월드컵그릴윙
- 2002년 옥시레킷벤키저 옥시크린
- 2003년 하림 챔
- 2003년 하림 치킨너겟
- 2003년 신용협동조합
- 2003년 ~ 2005년 농심 (안성탕면, 카프리썬, 찰밥, 감자면 등)
- 2008년 에너지관리공단
- 2008년 삼광유리 글라스락
- 2008년 푸본현대생명보험 (with 최수종)
- 2010년 중앙선거관리위원회
- 2011년 빙그레 (with 최수종)
- 2011년 건강보험심사평가원 (with 조재현)
- 2011년 한우자조금관리위원회 (with 최수종)
- 2021년 양우건설 내안애2 (with 최수종)

## 경력
- 2022년~: 숭의여자대학교 연기예술과 특임교수

## 홍보대사 활동
- 2011년 한우자금조금과린위원회 한우 홍보대사
- 2011년 하트하트재단 홍보대사
- 2011년 제2회 대한민국 나눔대축제 홍보대사
- 2010년 기독교사회복지엑스포2010 홍보대사
- 2010년 국세청 명예홍보위원 & 대한민국 세미래(稅美來)’ 캠페인 홍보대사
- 2010년 중앙선거관리위원회 공명선거 홍보대사
- 2009년 제1회 서울국제사회복지영화제 홍보대사
- 2009년세계결핵제로운동본부 홍보대사
- 2008년 국립중앙박물관 홍보대사
- 2008년 광주비엔날레 명예홍보대사
- 2007년 어린이 교통안전 홍보대사
- 2007년 팬 양의 화이트 버블쇼 홍보대사
- 2007년 서초구 명예홍보대사
- 2006년 연세대학교 세브란스 건강홍보대사
- 2006년 기아차 홍보대사
- 2004년 스위스 관광 명예 홍보대사
- 2003년 가족찾기 명예홍보대사(보건복지부, 한국복지재단, 파이낸셜뉴스)

## 수상 및 후보
| 연도 | 시상식                          | 부문                              | 작품                     | 결과 |
| ---- | ------------------------------- | --------------------------------- | ------------------------ | ---- |
| 1988 | 제24회 백상예술대상             | 영화부문 여자 신인연기상          | 캠퍼스 연애특강          | 수상 |
| 1988 | KBS 연기대상                    | 여자 인기상                       | 하늘아 하늘아, 심청전    | 수상 |
| 1990 | KBS 연기대상                    | 특별상                            | 검생이의 달              | 수상 |
| 1990 | MBC 연기대상                    | 여자 우수연기상                   | 여자는 무엇으로 사는가   | 수상 |
| 1991 | 제27회 백상예술대상             | TV부문 여자 최우수연기상          | 여자는 무엇으로 사는가   | 수상 |
| 1991 | MBC 방송대상                    | 여자 최우수연기상                 | 사랑이 뭐길래            | 후보 |
| 1992 | 제28회 백상예술대상             | TV부문 인기상                     | 사랑이 뭐길래            | 수상 |
| 1992 | MBC 방송대상                    | 여자 우수연기상                   | 사랑이 뭐길래, 억새 바람 | 수상 |
| 1993 | KBS 연기대상                    | 여자 최우수연기상                 | 먼동                     | 후보 |
| 1993 | KBS 연기대상                    | 대상                              | 먼동                     | 수상 |
| 1994 | 제30회 백상예술대상             | TV부문 여자 최우수연기상          | 먼동                     | 후보 |
| 1995 | 제1회 한국뮤지컬대상            | 인기스타상                        | 마지막 춤은 나와 함께    | 수상 |
| 1995 | KBS 연기대상                    | 여자 우수연기상                   | 젊은이의 양지            | 후보 |
| 1995 | KBS 연기대상                    | 여자 최우수연기상                 | 젊은이의 양지            | 수상 |
| 1996 | 제32회 백상예술대상             | TV부문 여자 최우수연기상          | 젊은이의 양지            | 후보 |
| 1997 | KBS 연기대상                    | 여자 우수연기상                   | 정 때문에                | 후보 |
| 2005 | SBS 연기대상                    | 단막특집극부문 여자 연기상        | 내 사랑 토람이           | 수상 |
| 2006 | MBC 연기대상                    | 여자 최우수연기상                 | 있을 때 잘해!!           | 수상 |
| 2007 | SBS 연기대상                    | 미니시리즈부문 여자 연기상        | 강남엄마 따라잡기        | 수상 |
| 2009 | MBC 연기대상                    | 여자 우수연기상                   | 밥 줘                    | 후보 |
| 2010 | 제2회 대한민국나눔대상 특별대상 | 대회장상                          | 빈칸                     | 수상 |
| 2011 | 제3회 대한민국 휴먼대상         | 나눔인상                          | 빈칸                     | 수상 |
| 2012 | 제1회 행복나눔인                | 보건복지부장관상                  | 빈칸                     | 수상 |
| 2012 | SBS 연기대상                    | 주말·연속극부문 여자 최우수연기상 | 바보엄마                 | 후보 |
| 2013 | MBC 연기대상                    | 일일극부문 여자 최우수연기상      | 잘났어, 정말!            | 후보 |
| 2014 | 슈퍼탤런트 오브 더 월드 시즌4   | 한류 스타 어워즈                  | 빈칸                     | 수상 |
| 2015 | MBC 연기대상                    | 일일극부문 여자 우수연기상        | 여자를 울려              | 후보 |
| 2018 | KBS 연기대상                    | 일일극부문 여자 우수연기상        | 차달래 부인의 사랑       | 수상 |
| 2021 | 브랜드 고객 충성도 대상 시상식  | 베스트 커플상 (with 최수종)       | 빈칸                     | 수상 |
| 2021 | KBS 연예대상                    | 공로상 (with 최수종)              | 살림남                   | 수상 |
| 2021 | KBS 연예대상                    | 리얼리티부문 우수상 (with 최수종) | 살림남                   | 후보 |

## 가족 관계
- 배우자: 최수종[2](1962년 12월 18일~)
  - 아들: 최민서(1999년 2월 27일~)
  - 딸: 최윤서[3](2000년 3월 26일~)